# Puccinia neocoronata
Puccinia neocoronata ist eine Ständerpilzart aus der Ordnung der Rostpilze (Pucciniales). Der Pilz ist ein Endoparasit der Süßgräser Stipa pringlei und Piptochaetium fimbriatum. Symptome des Befalls durch die Art sind Rostflecken und Pusteln auf den Blattoberflächen der Wirtspflanzen. Sie kommt im südlichen Nordamerika vor.

## Merkmale

### Makroskopische Merkmale
Puccinia neocoronata ist mit bloßem Auge nur anhand der auf der Oberfläche des Wirtes hervortretenden Sporenlager zu erkennen. Sie wachsen in Nestern, die als gelbliche bis braune Flecken und Pusteln auf den Blattoberflächen erscheinen.

### Mikroskopische Merkmale
Das Myzel von Puccinia neocoronata wächst wie bei allen Puccinia-Arten interzellulär und bildet Saugfäden, die in das Speichergewebe des Wirtes wachsen. Aecien oder Spermogonien der Art sind nicht bekannt. Die Uredien des Pilzes wachsen beidseitig auf den Blättern des Wirts. Seine zimtbraunen Uredosporen sind eiförmig, 28–36 × 23–26 µm groß und fein stachelwarzig. Die beidseitig auf Blättern wachsenden Telien der Art sind schwärzlich, pulverig und früh unbedeckt. Die haselnussbraunen Teliosporen sind zweizellig, keilförmig bis spindelförmig-ellipsoid und 37–46 × 17–23 µm groß. An der Spitze besitzen sie einen Zipfel oder fingerähnliche Fortsätze. Ihre Stiele sind gelblich und 20–40 µm lang.

## Verbreitung
Das bekannte Verbreitungsgebiet von Puccinia neocoronata reicht von Arizona bis ins nördliche Mexiko.

## Ökologie
Die Wirtspflanzen von Puccinia neocoronata sind Stipa pringlei und Piptochaetium fimbriatum. Der Pilz ernährt sich von den im Speichergewebe der Pflanzen vorhandenen Nährstoffen, seine Sporenlager brechen später durch die Blattoberfläche und setzen Sporen frei. Die Art verfügt über einen Entwicklungszyklus, von dem bislang lediglich Telien und Uredien sowie deren Wirt bekannt sind; Spermogonien und Aecien konnten dem Pilz nicht zugeordnet werden.